# Włodzimierz Ottman
Włodzimierz Ottman (ur. 26 listopada 1876 w Krakowie, zm. 27 maja 1942 w Auschwitz) – kierownik sekretariatu Uniwersytetu Jagiellońskiego.

## Życiorys
Był synem Rudolfa kustosza Biblioteki Jagiellońskiej oraz Lidii z domu Gregor. Miał brata Stanisława, doktora praw UJ. 7 czerwca 1895  zdał maturę w III Gimnazjum im. króla Jana III Sobieskiego w Krakowie i zapisał się na Wydział Prawa UJ. Studiował prawo w latach 1895–1901 uzyskując absolutorium 24 marca 1901 równocześnie w latach 1897–1898 odbył służbę wojskową w charakterze jednorocznego ochotnika. Po uzyskaniu absolutorium przystąpił do egzaminów ścisłych na stopień doktora praw ostatecznie zdał 14 grudnia 1901 państwowy egzamin prawniczy. Zatrudniony został w C K Namiestnictwie, skąd oddelegowano go 15 listopada 1910 na UJ na tymczasowe zastępstwo, które w marcu 1911 zamieniono na stałe oddelegowanie z Namiestnictwa na UJ. 1 sierpnia 1919 otrzymał nawet rangę starosty pełniącego funkcję sekretarza UJ. Dopiero jednak z dniem 1 stycznia 1922  Ministerstwo Wyznań Religijnych i Oświecenia Publicznego mianowało Włodzimierza Ottmanna sekretarzem UJ. 1 lutego 1934 otrzymał dodatkowo stanowisko kierownika Sekretariatu UJ. 
Przed wybuchem II wojny i w pierwszych dniach jej trwania brał udział w zabezpieczeniu ważnych dokumentów uniwersyteckich. Aresztowany 6 listopada 1939 w czasie Sonderaktion Krakau. Wywieziono go do KL Sachsenhausen, gdzie przebywał do 8 lutego 1940 roku. Po opuszczeniu obozu powrócił do Krakowa. Powtórnie aresztowany 16 kwietnia 1942 roku w krakowskiej Kawiarni Plastyków, przy ulicy Łobzowskiej 3, w odwecie za zamach na wyższego oficera SS, dokonany na Lotnisku Rakowice-Czyżyny. Przewieziony do KL Auschwitz wraz z transportem z 25 kwietnia 1942 rozstrzelany pod Ścianą Straceń 27 maja 1942 między innymi z aresztowanym równocześnie z nim Ludwikiem Pugetem.

## Ordery i odznaczenia
- Krzyż Kawalerski Orderu Odrodzenia Polski (11 listopada 1936)[4]
- Złoty Krzyż Zasługi (10 listopada 1933)[5]